# Dammgraben

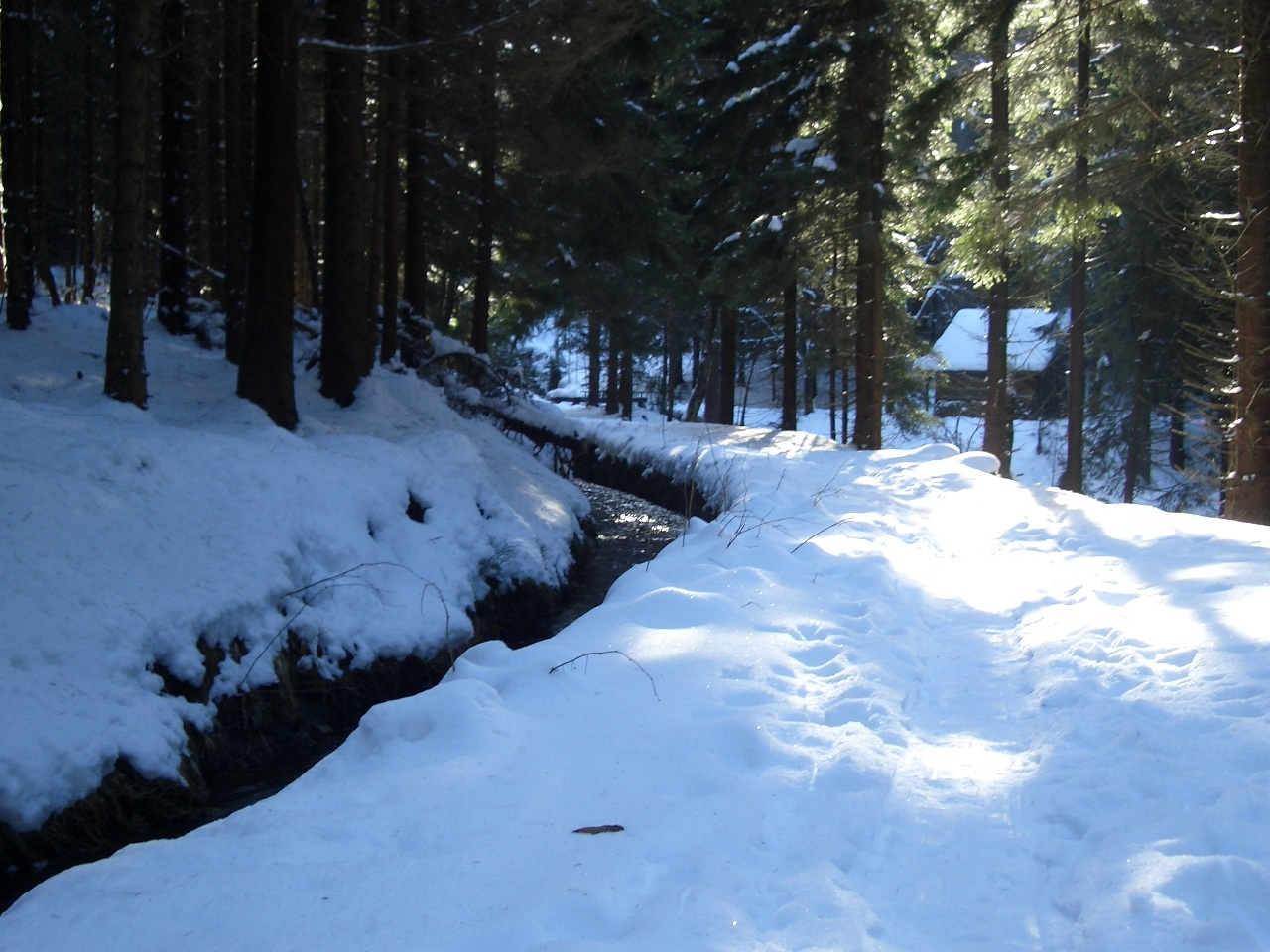
Der Dammgraben

Der Dammgraben ist der längste künstlich angelegte Graben im Oberharz. Sein Zweck war es, Oberflächenwasser für den Betrieb der Oberharzer Montanindustrie aus weit entfernten niederschlagsreichen Gebieten (insbesondere vom Bruchbergmassiv und von Teilen des Brockenmassivs) abzuleiten. Er wurde ab 1732 angelegt und bis 1827 immer weiter in Richtung Osten verlängert. Seine ursprüngliche Gesamtlänge betrug etwa 25 km; diese konnte durch den Bau von unterirdischen Abschnitten, sogenannten Wasserläufen, in den Jahren 1820 bis 1861 sukzessive auf etwa 19 km abgekürzt werden. Seinen Namen hat er vom Sperberhaier Damm, mit dem eine Geländesenke überbrückt wurde.
Als zentraler Bestandteil des Oberharzer Wasserregals gehört er mit zum Denkmalensemble Bergwerk Rammelsberg, Altstadt von Goslar und Oberharzer Wasserwirtschaft und ist seit 2010 als UNESCO-Weltkulturerbe anerkannt.

## Geschichte

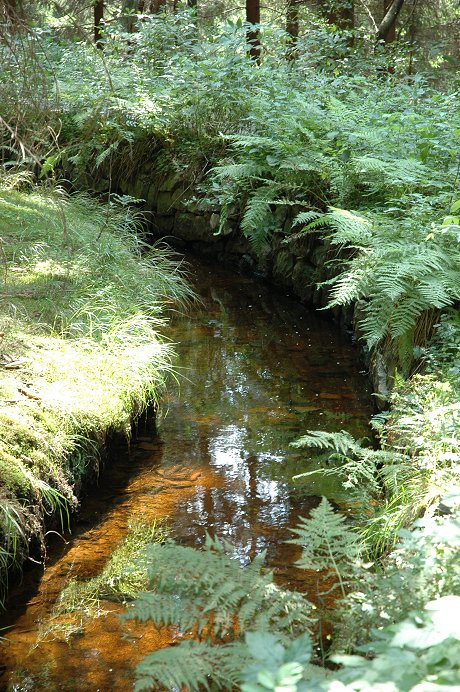
Dammgraben bei Altenau

Die Geschichte des Dammgrabens hängt zunächst eng mit der Geschichte des Sperberhaier Dammes zusammen. Erst mit dessen Fertigstellung 1734 konnten mit dem Großen und Kleinen Gerlachsbach ergiebigere Gewässer östlich von Clausthal erschlossen werden. In den Folgejahren wurde der Dammgraben immer weiter in Richtung Osten verlängert: Die erste Verlängerung erfolgt 1736 bis zur Kleinen Oker. 1742 erfolgte der Bau des Nebengrabens Morgenbrodstaler Graben, der die Große und die Kleine Söse zum Dammgraben umleitete. 1774 erfolgte die Verlängerung bis zur sogenannten Wiege des Dammgrabens, und 1820 konnten nach Auffahrung der beiden Kellwasser-Wasserläufe wie auch des Blochschleifegrabens das Kellwasser und die Blochschleife an das Dammgrabensystem angeschlossen werden. Der letzte Ausbau erfolgte im Jahre 1827, als mit der Anlage des Clausthaler Flutgrabens, des Flörichshaier Grabens und des Abbegrabens weitere Abflüsse im Osten des Bruchberges und im Westen des Brockens für den Oberharzer Bergbau nutzbar gemacht werden konnten. Eine weitere Verlängerung wäre zwar möglich gewesen, wurde aber nicht mehr diskutiert. Man versuchte nun, das Energieproblem im Oberharzer Bergbau durch den Bau von tieferen Wasserlösungsstollen (Ernst-August-Stollen) grundlegender zu beherrschen. Darüber hinaus wurden ab der zweiten Hälfte des 19. Jahrhunderts auch andere Energieformen (Dampfmaschine), anfangs zusätzlich zur Wasserkraft, eingesetzt.
Mitte des 19. Jahrhunderts erfolgte aber noch eine Optimierung im Bereich des 10 km langen Abschnittes zwischen Sperberhaier Damm und Clausthal: Durch die Anlage von Wasserläufen (Wasserüberleitungsstollen) konnten mehrere Bergumfahrungen des Grabens erheblich abgekürzt werden. Neben deutlichen Vorteilen bei der Unterhaltung und im Winterbetrieb dürfte hierbei auch die Erhöhung des Gefälles (kürzere Distanz bei gleichem Höhenunterschied) und damit auch der hydraulischen Leistungsfähigkeit wichtig gewesen sein. Zu diesen um 1850 errichteten Oberharzer Wasserläufen zählen der Rothenberger Wasserlauf, der Coventhaier Wasserlauf, der Neue Dietrichsberger Wasserlauf und der Bielenwieser Wasserlauf.
Im Mittel konnte der Dammgraben bis zu 11 Mio. Kubikmeter Wasser pro Jahr über den Sperberhaier Damm auf die Clausthaler Hochebene leiten. Er galt damit als eine der wichtigsten Lebensadern des Oberharzer Bergbaus.
Nach Stilllegung des Bergbaus diente der Dammgraben noch bis etwa 1976 der Stromerzeugung im Clausthaler Kaiser-Wilhelm-Schacht. Seit 1976 wird das Wasser des Dammgrabens über das an seinem Ende beginnende Mönchstal der Okertalsperre zugeführt, wo es ebenfalls Turbinen zur Stromerzeugung antreibt und anschließend der Trinkwasserversorgung (durch die Harzwasserwerke) zur Verfügung gestellt werden kann.
Die Trinkwasserversorgung der Bergstadt Altenau aus dem Dammgraben wurde um das Jahr 2000 aufgegeben, da das Wasserdargebot insbesondere in strengen Wintern unsicher und die Wasserqualität wechselhaft waren. Betreiber des Dammgrabens ist heute die Harzwasserwerke GmbH.

## Einzugsgebiet

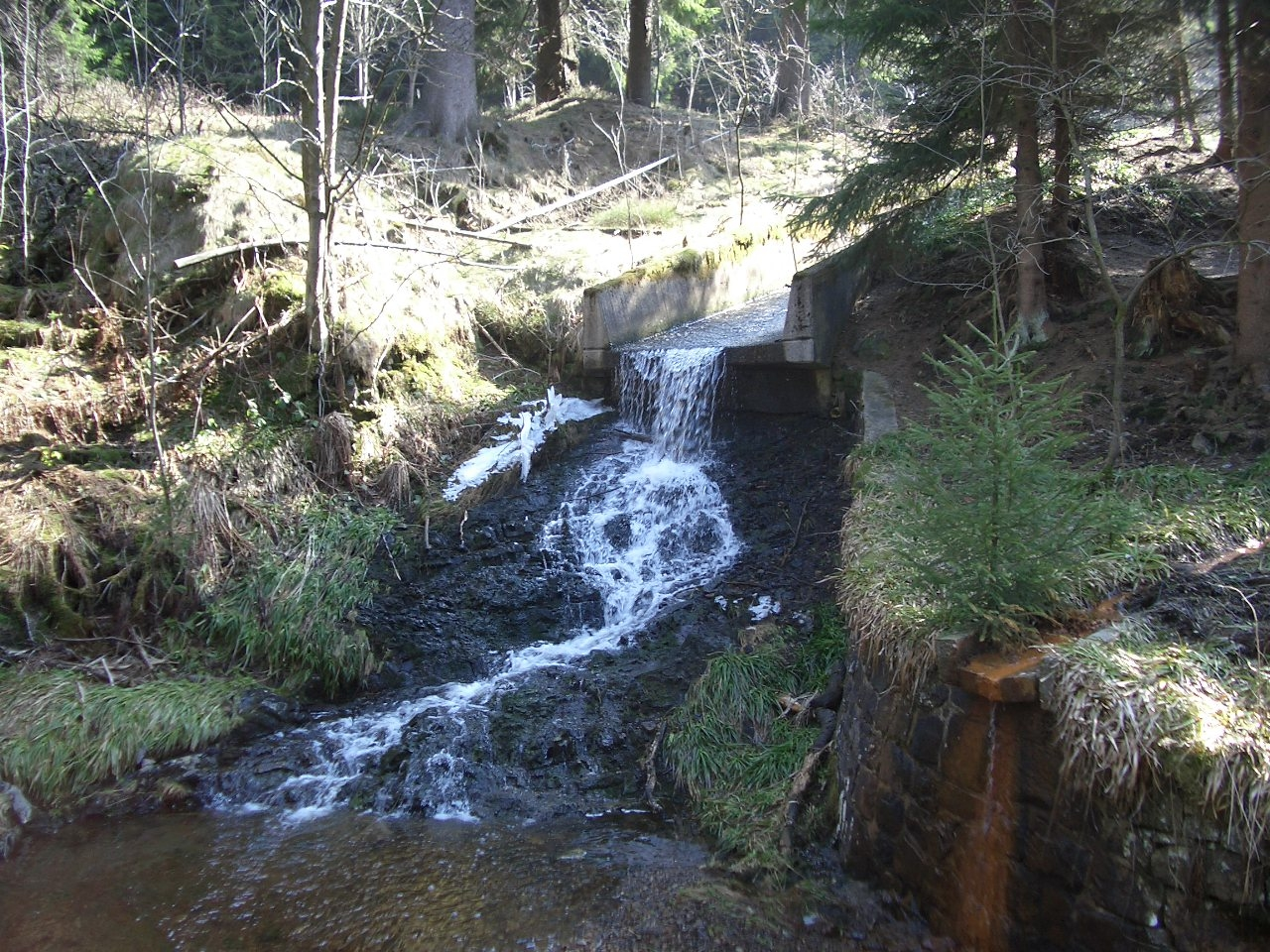
Zulauf des Großen Gerlachbaches in den Dammgraben zwischen Altenau und Dammhaus

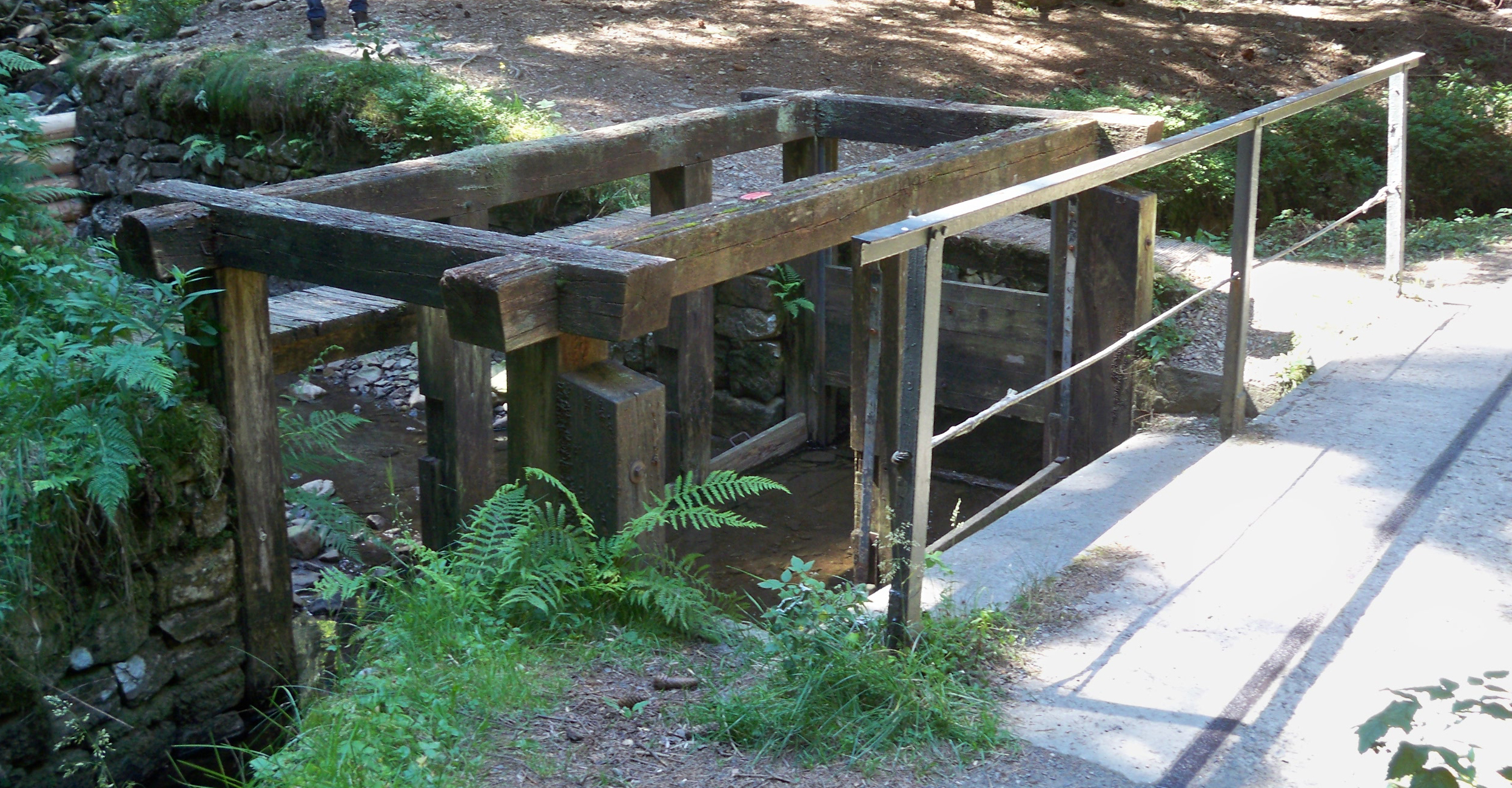
Kreuzungsbauwerk von Dammgraben (von links unten nach rechts oben) und Altenau im Tischlertal

Der Dammgraben bezieht sein Wasser aus dem Gebiet von insgesamt sechs Harzer Flüssen:
- Söse über den Morgenbrodstaler Graben (1715–1718; Länge 3.970 m, Einzugsgebiet 3,5 km²)
- Sieber über den Clausthaler Flutgraben (auch Rotenbeeker Graben genannt) (1797; Länge 3.900 m, Einzugsgebiet 2,6 km²)
- Oder über den Clausthaler Flutgraben und den Flörichshaier Graben (1826; Länge 1.050 m, Einzugsgebiet 0,4 km²)
- Ecker über den Abbegraben (1827; Länge 1.540 m, Einzugsgebiet 2,0 km²)
- Radau über den Abbegraben
- Oker über den Dammgraben (1725–1821; Länge 15.400 m, Einzugsgebiet 15,2 km²)

Damit überwindet das System des Dammgrabens mehrere Wasserscheiden. Die Summe aller Einzugsgebiete beträgt etwa 23,7 km²

## Verlauf des Dammgrabens
Im Folgenden wird der Verlauf in Fließrichtung beschrieben.
Der Anfang des Dammgrabens liegt an der Blochschleife, einem kleinen Nebental des Kellwassertales (Position). Von der Kellwasserstraße aus führt nur ein schmaler Trampelpfad dorthin. Von hier ab fließt das Wasser in Richtung Westen und folgt annähernd der Höhenlinie. Bereits nach wenigen hundert Metern kommt der nächste Fehlschlag namens „Kellwasser“. Der Zufluss Kellwasser wird weiter oberhalb vom Abbegraben sowie vom Flörichshaier Graben bezuschusst, beide Gräben liefern auch in Trockenzeiten zuverlässig Wasser und sind deshalb bei Niedrigwasser wichtige Zubringer. Von hier aus fließt das Wasser weiter nach Westen. Nach etwa einem Kilometer endet der erste Abschnitt durch den Einlauf in den Kellwasser Wasserlauf I und II. Dieser erste Abschnitt des Dammgrabens wird von Einheimischen aufgrund seiner Lage auch Blochschleifegraben genannt und er entstand gemeinsam mit den beiden kurzen (170 und 229 m) Kellwasser Wasserläufen im Jahre 1821.
Die beiden Kellwasser Wasserläufe überbrücken ein besonders steiles Geländestück, welches man über einen offenen Graben nicht hätte erschließen können. Das Auslaufmundloch des Kellwasser Wasserlauf II befindet sich an der so genannten „Wiege des Dammgrabens“. Vermutlich heißt diese Stelle so, weil sie für knapp 50 Jahre den Anfang des Dammgrabens darstellte, denn dieser Bereich wurde im Jahr 1774 erschlossen. Über eine Schussrinne wird der Nabetaler Graben eingeleitet, welcher vom Nabetaler Wasserfall auch das Wasser vom oberhalb gelegenen Clausthaler Flutgraben enthält. Das Wasser fließt weiter westwärts und kreuzt eine Forststraße, den Wellner Weg. Kurz hinter dem Wellner Weg kommt eine in Holz ausgebaute steile Schussstrecke, die in einem kleinen Tosbecken am Förster-Ludwig-Platz endet. Hier verliert der Dammgraben mehr als 10 Meter Höhe, was ungewöhnlich ist. Man wollte mit dieser Trassierung den Schachtkopf, einen kleinen Berg, umfahren und über den Sattel gehen.

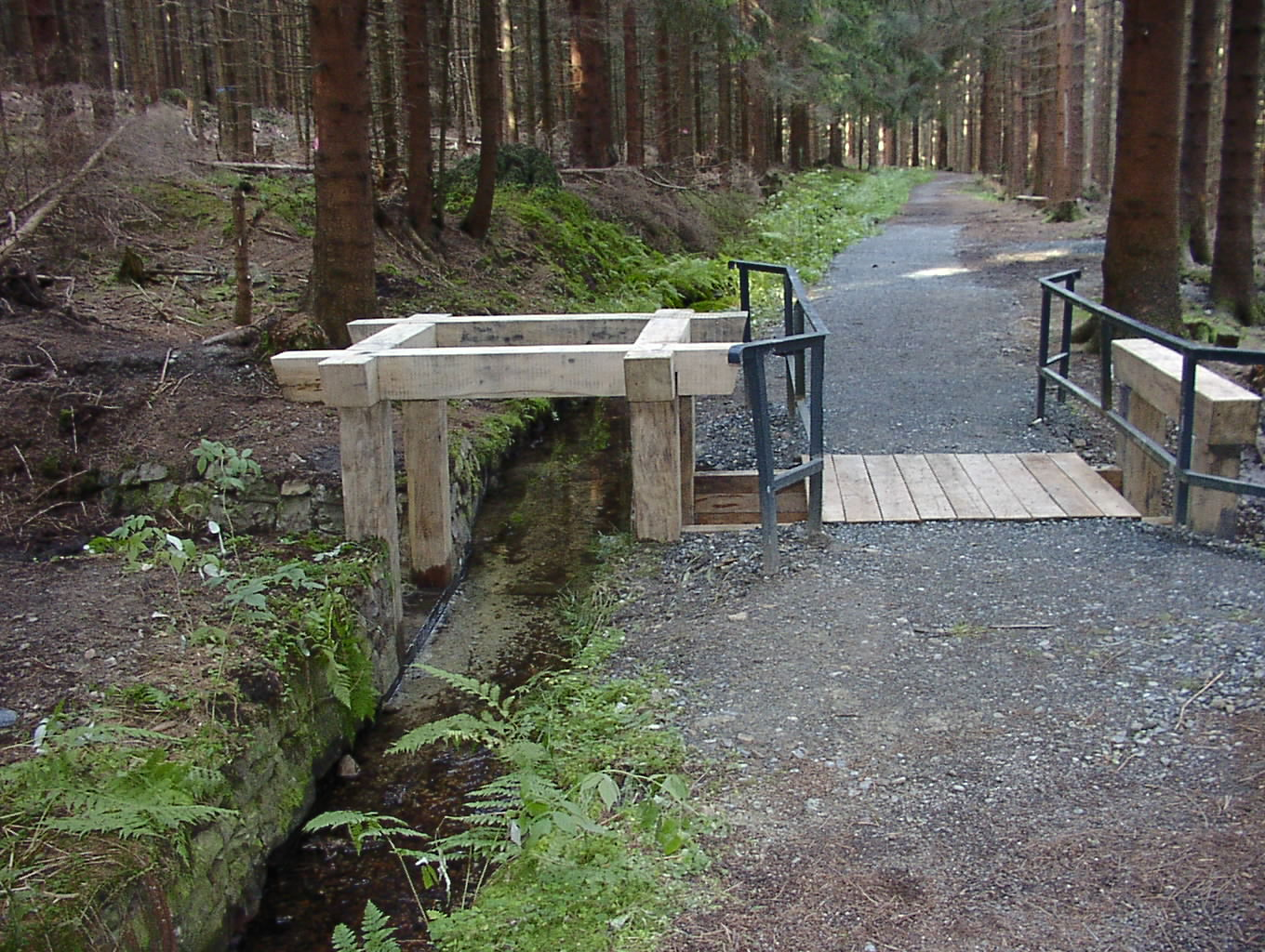
Dammgraben, Fehlschlag 21 „Wagners Winkel“ kurz nach Erneuerung 2004

Vom Förster-Ludwig-Platz geht es weiter parallel zur Höhenlinie in Richtung Westen vorbei an den Fehlschlägen „Wagners Winkel“ und „Schneidwasser“, die auch alle kleine Zuflüsse haben. Dann quert der Dammgraben die „Steile Wand-Straße“ (L 504 von Altenau nach Torfhaus). Der Grabenverlauf wird hier breiter, die Fließgeschwindigkeit erscheint langsamer und im folgenden Bereich ist der Dammgraben streckenweise nicht mit Trockenmauerwerk befestigt. Ein knapper Kilometer hinter der L 504 kommt der Fehlschlag „Tischlertal“. Hier gibt es auch eine Stempelstelle der Harzer Wandernadel, die fälschlicherweise „Kleine Oker“ genannt wird. Der Wildbach, den der Dammgraben hier aufnimmt, wird in einigen Kartenwerken auch „Altenau“ genannt. Da es an größeren Fehlschlägen immer wieder etwas zu tun gab, befindet sich hier eine Grabenwärterhütte, in der sich der Grabenwärter unterstellen, pausieren und sich aufwärmen konnte. Innen befindet sich ein Tisch, Sitzgelegenheiten und ein Ofen sowie zur Bedienung des Fehlschlages erforderliches Werkzeug.

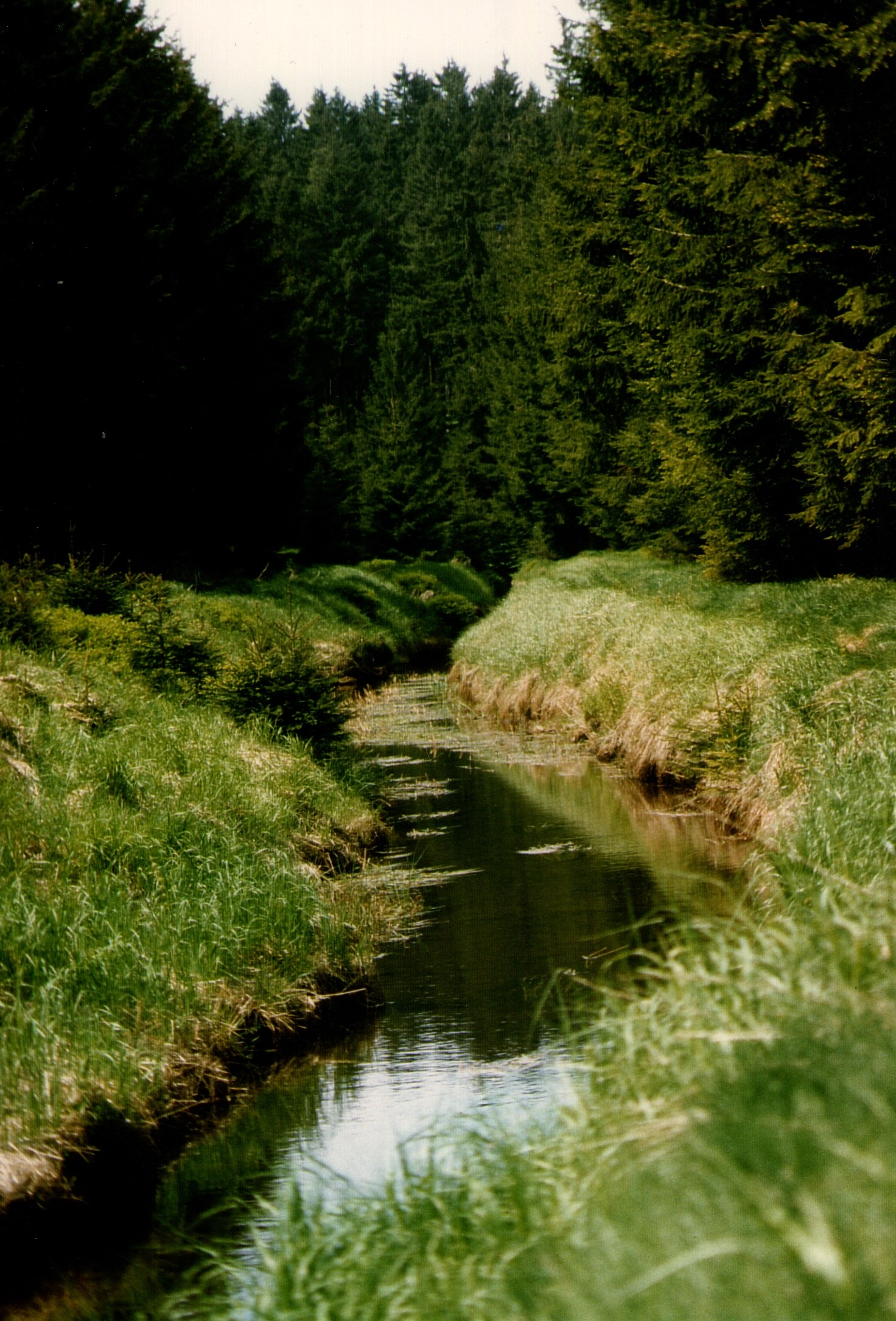
Dammgraben, Bereich Fortuner Teich

Einige hundert Meter weiter folgt die Gefällestrecke „Silberbrunnen“, die wiederum in ein Tosbecken mündet. Der Fehlschlag „Kleine Oker“ ist  deutlich kleiner; eine Informationstafel weist auf den Geröllfang am Zulauf hin. Dieser Bereich wurde vom Dammgraben bereits 1736 erschlossen. Etwa ein Kilometer weiter folgt der Fehlschlag „Große Oker“. Die Oker, die hier den Dammgraben quert, verhält sich an dieser Stelle sehr wechselhaft. Während sie bei Trockenheit nahezu gar kein Wasser dem Dammgraben zuführt, können bei Hochwasser gewaltige Wassermassen herunterkommen. Wegen des mitgeführten Gerölls müssen bei Hochwasser möglichst schnell die Einsatzbretter des Fehlschlages gezogen werden, damit Hochwasser und Geröll den Graben queren und sich keine Sedimente im Graben ablagern. Auch heute noch gehört dieser Fehlschlag zu den besonders intensiv zu betreuenden Punkten im Oberharzer Wasserregal. Darum gibt es auch hier eine Grabenwärterhütte.
Einige hundert Meter weiter erreicht man die Wiese mit einem guten Blick auf Altenau, es folgt ein einzelstehendes Haus, das „Grabenhaus Rose“. Dies war bis in die 1970er Jahre Dienstwohnung eines Grabenwärters, der für den Betrieb und die Wartung des Dammgrabens zuständig war. Nochmal zweihundert Meter weiter folgt das Wasserwerk Altenau, welches bis Anfang der 2000er Jahre Wasser aus dem Dammgraben entnahm und es für die Altenauer Trinkwasserversorgung aufbereitete.

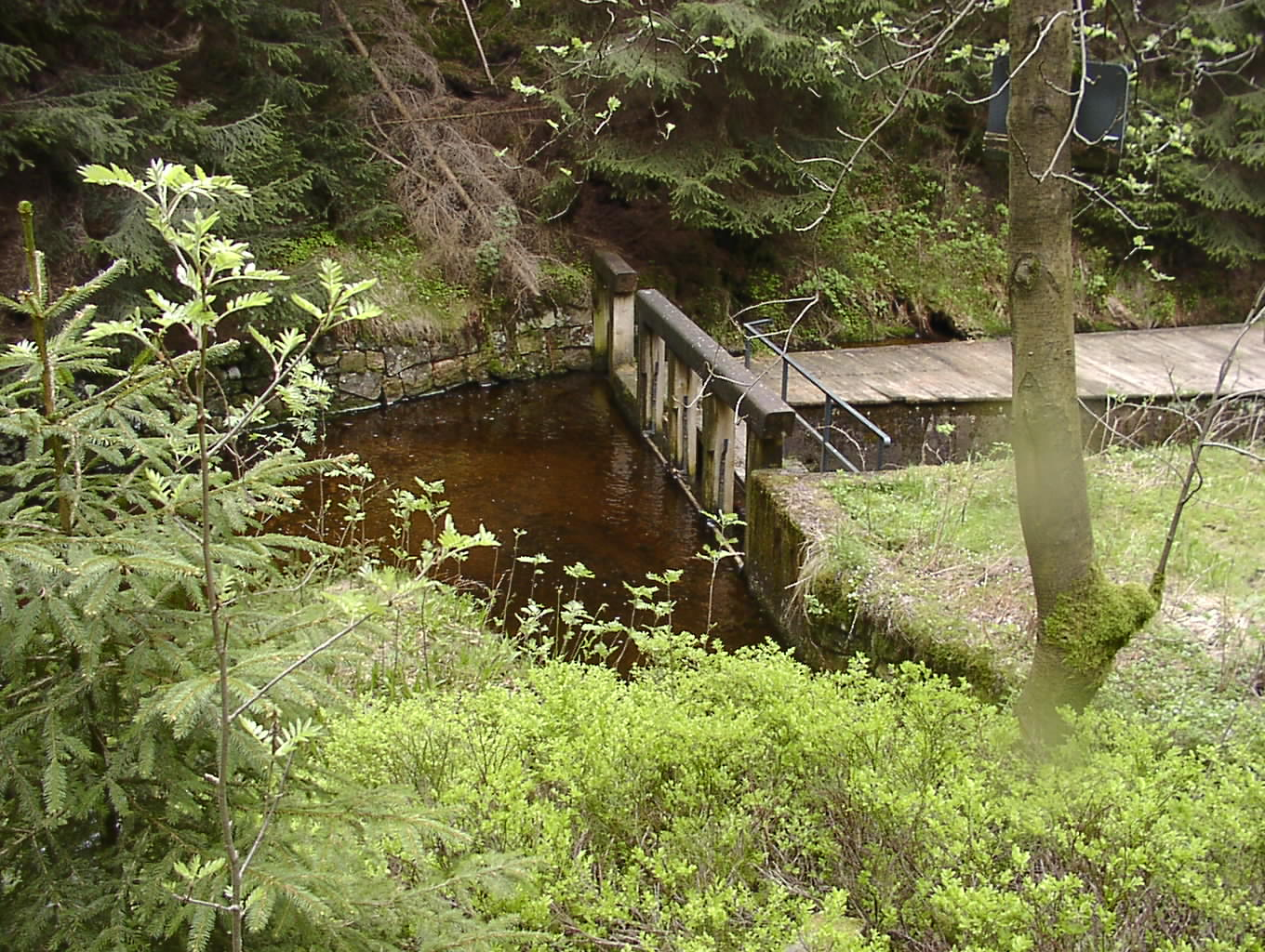
Dammgraben, Fehlschlag 27 „Kleiner Gerlachsbach“

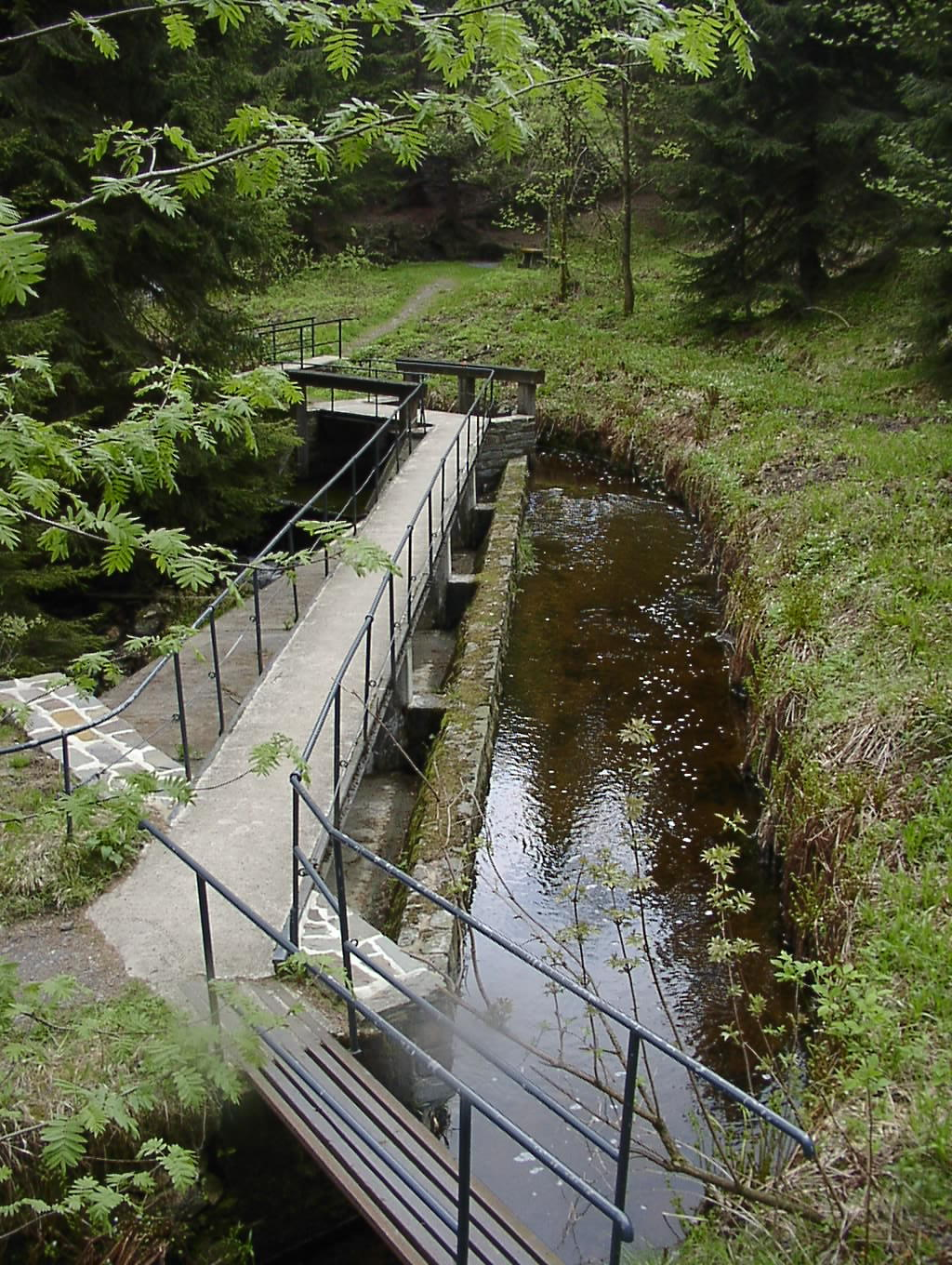
Dammgraben, Fehlschlag Großer Gerlachsbach

Der kleine Fehlschlag hinter dem ehemaligen Wasserwerk heißt „Brander Fehlschlag“. Etwa einen Kilometer weiter fließt an einem größeren Fehlschlagbauwerk der „Kleine Gerlachsbach“ hinzu. Dieser Fehlschlag und der nun folgende Grabenabschnitt wurde bereits 1734 fertiggestellt. Wenige hundert Meter weiter folgt der „Große Gerlachsbach“ mit der „Eisenquelle“. Nur das geübte Auge erkennt an dieser Stelle, dass hier knapp oberhalb des Dammgrabens ein Staudamm für einen weiteren Oberharzer Teich errichtet werden sollte. Der Gerlachsbacher Teich wurde 1809 in Angriff genommen; ein Gründungsgraben für den Anschluss der Dichtung erstellt und die untersten Meter Dammschüttung sehr breit aufgeschüttet. Vermutlich waren es die Wirren der napoleonischen Zeit, die die Vollendung dieses Dammes verhinderten. Die Eisenquelle tritt aus dem luftseitigen Dammfuß aus; es handelt sich hier einfach um relativ eisenhaltiges Wasser, dessen Eisenanteil beim Austritt zum Teil ausfällt und oxidiert.

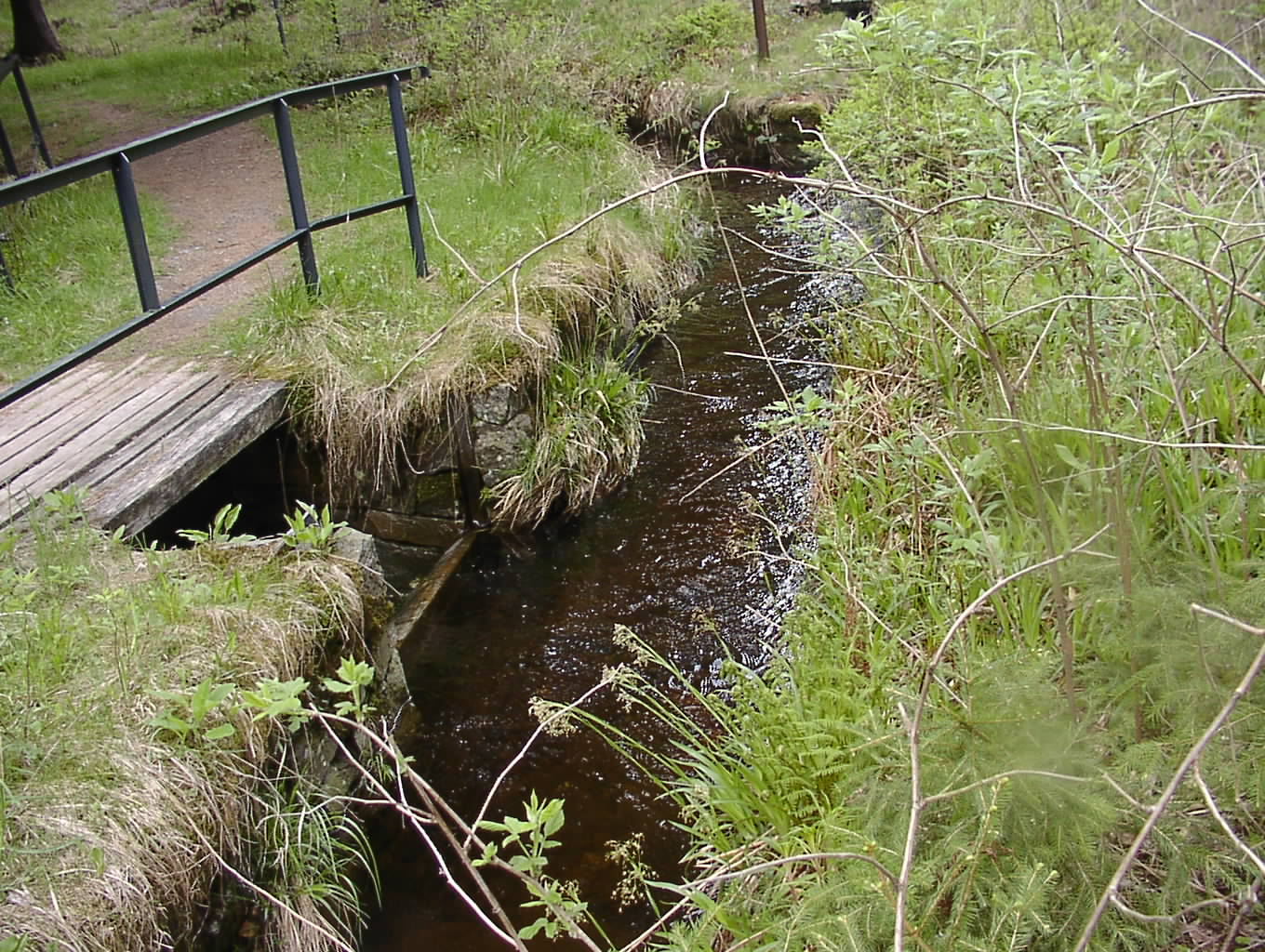
Dammgraben, Fehlschlag 30, Einlauf Sperberhaier Damm

Etwa 800 Meter weiter gelangt der Dammgraben an die Bundesstraße B 498 und läuft auf dem kommenden Kilometer parallel dazu in Richtung Südwesten. Wanderer, die dem Graben folgen wollen, müssen die Bundesstraße überqueren und folgen der Richtung unterhalb der Straße. Kurz vor Dammhaus und der Kreuzung mit der B 242 unterquert der Dammgraben die B 498, macht einen Knick nach Nordwesten und nimmt den von links aus dem Söse-Gebiet kommenden Morgenbrodstaler Graben auf. In einer 1981 errichteten Rohrleitung mit einer Nennweite von 500 mm quert der Dammgraben nun die ersten zwei Drittel des Sperberhaier Dammes. Auf dem letzten Drittel des Dammes taucht er wieder in Form eines gemauerten Grabens auf. Vor Verrohrung des Dammes konnte der Graben an dieser Stelle bis zu 1000 Liter pro Sekunde in Richtung Clausthal führen und ab hier hat der Dammgraben auch eine wesentlich höhere Breite von fast zwei Metern. Hier wurde er auch ursprünglich mit besonders geringem Gefälle angelegt. Nach einem Kilometer erreicht der Graben den 1868 errichteten Rothenberger Wasserlauf und verschwindet darin. Wanderer können hier aber dem Alten Dammgraben folgen, denn vor Errichtung des Wasserlaufes folgte der Dammgraben zwischen 1734 und 1868 der Höhenlinie um den Rothenberg herum. Der Graben ist auf dieser Strecke noch gut zu erkennen. Diese Trasse ist 3,1 Kilometer lang und damit im Gegensatz zum 770 Meter langen Rothenberger Wasserlauf deutlich länger. Neben der Abkürzung durch den Wasserlauf auf ein Viertel hat man durch die Anlage des Rothenberger Wasserlaufes das Gefälle von 0,15 ‰ auf 0,7 ‰ erhöht, so dass die hydraulische Leistungsfähigkeit deutlich verbessert werden konnte.
Am Auslauf des Rothenberger Wasserlaufes befand sich bis etwa 1976 das Rothenberger Pumphaus. Hier konnte etwa 50 Jahre lang Wasser des Dammgrabens auf das höhere Niveau des Schwarzenberger Wasserlaufes zugeführt werden, um es auf einer dann folgenden zwei bis drei Kilometer langen Strecke über den Huttaler Graben, der Huttaler Widerwaage und dem Huttaler Wasserlauf dem Hirschler Teich zuzuführen. Dies geschah in dieser Betriebsperiode nur, wenn die vom Dammgraben im freien Gefälle zu erreichenden Unterer Pfauenteich, Oberer und Unterer Hausherzberger Teich kein weiteres Wasser mehr aufnehmen konnten, aber im Hirschler Teich noch Stauraum zur Verfügung stand.
Wenige hundert Meter weiter in Fließrichtung des Dammgrabens folgt das Polsterberger Hubhaus. Hier konnte vom 18. bis Anfang des 20. Jahrhunderts Wasser mittels von Wasserrädern angetriebenen Kolbenpumpen auf das Niveau Hirschler Teich oder Jägersbleeker Teich gehoben werden. Das Mundloch des Stollens, in dem ein Teil des Dammgrabenwassers zum unter dem Hubhaus befindlichen Schacht laufen konnte, ist noch in gutem Zustand. Angetrieben wurde das Pumpwerk nicht mit dem Wasser des Dammgrabens, sondern mit weniger wertvollen Wasser aus dem Fortuner Teich und dem Hellertalbach. Die Wasserräder hierzu standen mehrere hundert Meter weiter unterhalb; über zwei Themenpfade können die Aufstellorte besichtigt werden.
Am Polsterberger Hubhaus steht auch unmittelbar am Dammgraben noch gut erhalten ein Pumpenhaus, das vermutlich um 1920 entstanden ist und mit dem man, nachdem die Wasserräder aufgegeben wurden, Dammgrabenwasser elektrisch mittels Pumpen fördern konnte, um es dem Jägersbleeker Teich zuzuführen.
Einige hundert Meter weiter westwärts verschwindet der Dammgraben im Coventhaier Wasserlauf. Auch dieser Bereich kann auf der Trasse des Alten Dammgrabens umgangen werden, allerdings wurde darauf eine Forststraße angelegt. Der Coventhaier Wasserlauf ist 540 Meter lang und wurde 1852 angelegt. Im Bereich der Stauwurzel des Fortuner Teiches befindet sich das Auslaufmundloch, kurz dahinter ein Fehlschlag zum Fortuner Teich und etwa zehn Meter weiter kommt der Zulauf vom oberhalb (südlich) gelegenen Jägersbleeker Teich. Der Dammgraben wird auf wenige hundert Meter Länge am Fortuner Teich vorbeigeführt und verschwindet dann im 1044 Meter langen Dietrichsberger Wasserlauf.
Das Dammgrabenwasser gelangt nun am sogenannten „Fenster“ wieder kurz an das Tageslicht. Das ist ein 50 Meter kurzer Grabenabschnitt, ehe es gleich wieder durch den 357 Meter langen Bielenwieser Wasserlauf wieder nach unter Tage tritt. Hinter dem Bielenwieser Wasserlauf befindet sich die „Teilung“ des Dammgrabens. Hier konnte das Wasser nach links durch den 632 Meter langen Franz-Auguster Wasserlauf direkt in den Unteren Pfauenteich geleitet werden. Da sich das Auslaufmundloch im Gebiet des Werkes Tanne befindet, war dieser Fehlschlag mit den Stollenmundlöchern noch bis in die 1990er Jahre eingezäunt. Der Bereich wird auch von der Bahntrasse der ehemaligen Innerstetalbahn geprägt, die der Dammgraben wenige Meter weiter westlich unterquert.

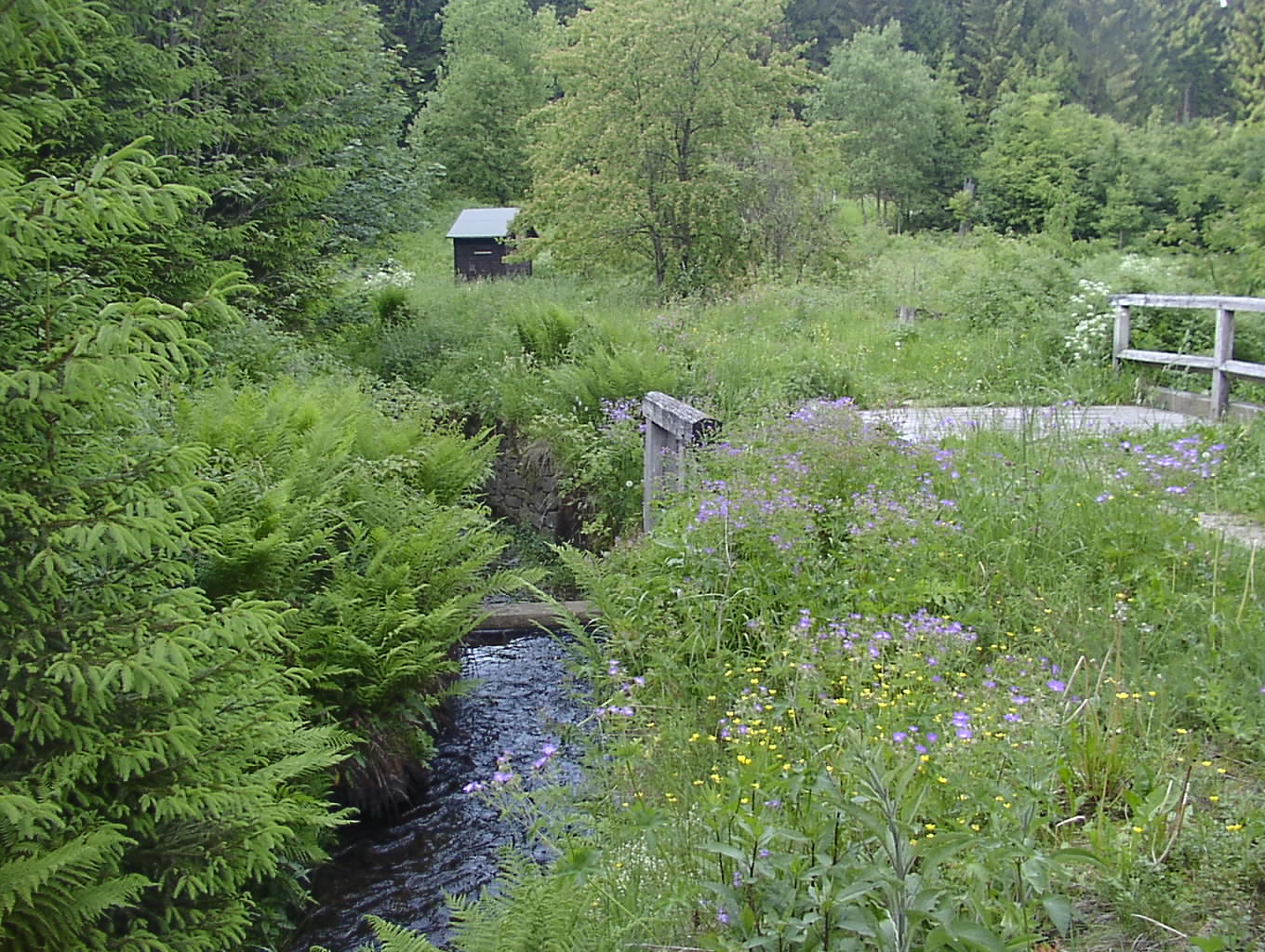
Dammgraben, Fehlschlag 38 Mönchstaler Wasserlauf

Soweit das Wasser nicht abgeschlagen worden ist, läuft das Wasser im Dammgraben über eine Strecke von knapp einem Kilometer mit zwei Fehlschlägen weiter nach Westen. Der erste Fehlschlag heißt „Großes Mönchstal“ und der zweite Fehlschlag „Mönchstaler Wasserlauf“. Der Mönchstaler Wasserlauf wurde 1677 aufgefahren und ist 474 Meter lang. Er endet im Oberen Hausherzberger Teich unter Wasser, so dass sein Auslaufmundloch kaum auszumachen ist. Hier befindet sich das Ende des Dammgrabens.
Der Dammgraben verläuft vom hier beschriebenen Anfang bis zum Einlauf in den Mönchstaler Wasserlauf ausschließlich im Einzugsgebiet der Oker. Erst mit der Passage des Mönchstaler oder des Franz Auguster Wasserlaufes verlässt er dieses und leitet das Wasser dem Einzugsgebiet des Zellbaches als Nebenfluss der Innerste zu. Hier konnte das Wasser knapp 200 Jahre lang in den Bergwerken des Burgstätter und des Haus Herzberger Gangzuges genutzt werden. Nach Aufgabe dieser Bergwerke diente das Wasser noch bis 1976 der Beaufschlagung des Wasserkraftwerkes im Kaiser-Wilhelm-Schacht. Seit 1976 ist wasserrechtlich geregelt, dass das Wasser des Dammgrabens im Okergebiet zu verbleiben hat. Daher ist der Fehlschlag „Mönchstaler Wasserlauf“ heute stets geöffnet und das Wasser fließt über das Mönchstal und der Lange in den Schulenberger Arm der Okertalsperre. Ein Überleiten in das Innerstegebiet durch den Mönchstaler oder den Franz-Auguster Wasserlauf ist zwar noch technisch möglich, wird aber nur in seltenen Ausnahmefällen betrieben.

## Zahlen und Größenordnungen
Insgesamt ist der Dammgraben in seinem heutigen Zustand 19 km lang. Davon sind 15,4 km offene Gräben und 3,6 km untertägige Wasserläufe (Wasserüberleitungsstollen). Je nach Zählweise können seinem assoziierten Grabensystem bis zu 49 km Gesamtlänge zugeordnet werden. Dabei überwindet er über die meiste Verlaufstrecke lediglich eine Höhendifferenz von rund 60 m. Sein Volumenstrom konnte bis 1980 westlich des Sperberhaier Dammes im Maximum 1 m³/s betragen.

## Sonstiges
Der Harzer Hexenstieg begleitet den Dammgraben  Abschnitt zwischen Sperberhaier Damm und Wiege des Dammgrabens. Seitens der Harzwasserwerke werden mehrere Themenpfade, so genannte WasserWanderWege im Verlauf des Dammgrabens betrieben.